# Eutelia instructa
Eutelia instructa là một loài bướm đêm trong họ Noctuidae.